# 布萊恩·奧德里斯科爾
布萊恩·奧德里斯科爾（英語：Brian O'Driscoll；1979年1月21日—）是一位已經退役的愛爾蘭橄欖球運動員。他曾是愛爾蘭國家橄欖球隊的一員，多次代表愛爾蘭參加國際大賽。